# Hohes Gericht (Thurgau)

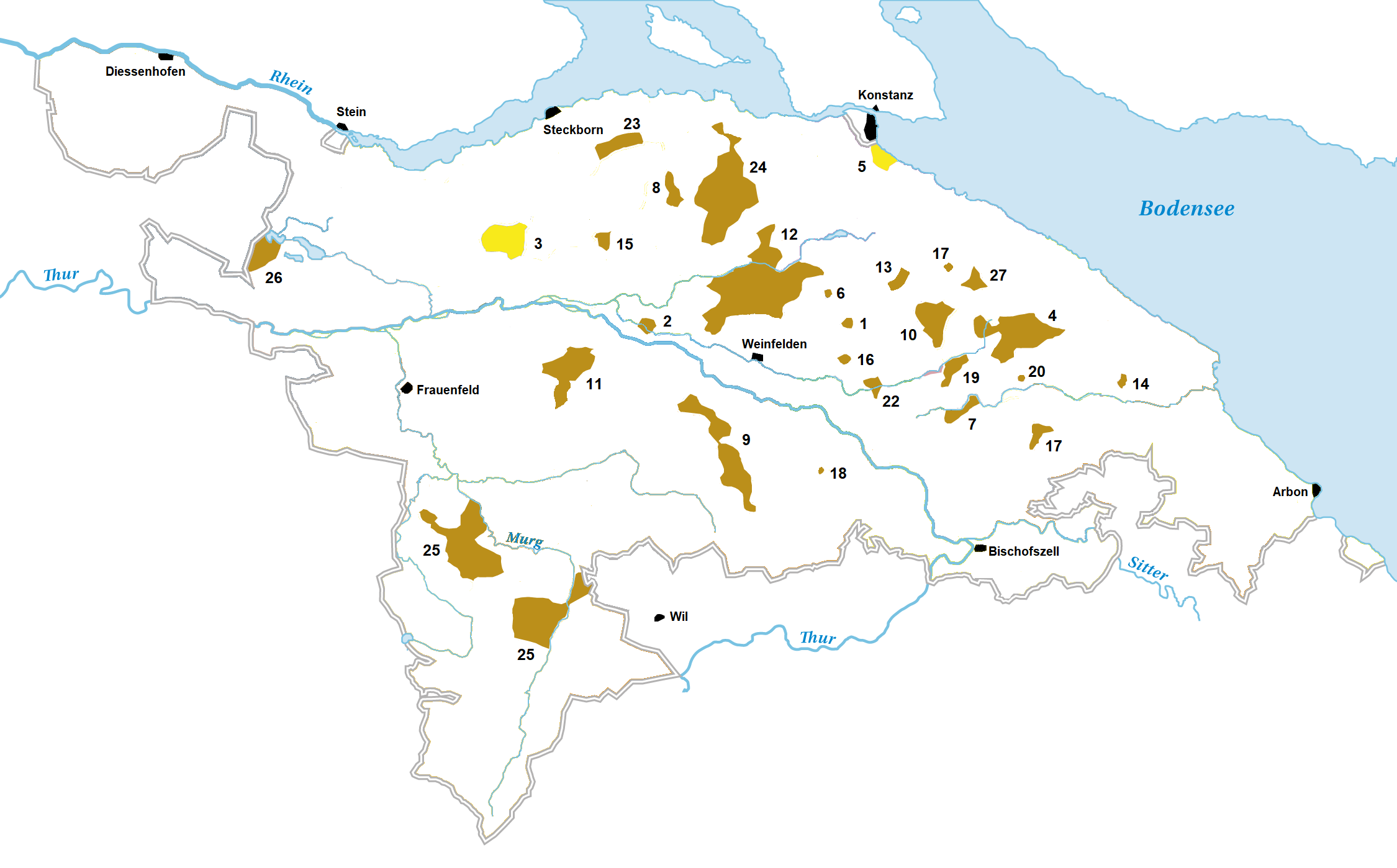
Die Hohen Gerichte der Landgrafschaft Thurgau in der Mitte der 18. Jahrhunderts

Als Hohes Gericht wurden während des Ancien Régimes in der Landgrafschaft Thurgau Herrschaftsgebiete verstanden, die direkt dem eidgenössischen Landvogt in Frauenfeld unterstanden. In den Hohen Gerichten übte der Landvogt nicht nur die Hohe, sondern auch die niedere Gerichtsbarkeit aus.

## Entstehung und Ende
1460 eroberten die sieben eidgenössischen Orte Zürich, Luzern, Uri, Schwyz, Unterwalden, Zug und Glarus die Landgrafschaft Thurgau. Die Eidgenossen anerkannten ausdrücklich die Ansprüche Dritter, denn fast überall gehörte die niedere Gerichtsbarkeit dem patrizischen Geldadel aus den benachbarten Städten Zürich und Konstanz, den Klöstern oder dem Bischof von Konstanz. Eine Anzahl Höfe und Dörfer standen vor 1460 unter habsburgisch-österreichischer Verwaltung und gelangten als sogenannte Hohe Gerichte unter die Verwaltung und Rechtsprechung des Landvogts.
Mit der Gründung der Helvetischen Republik wurden die Hohen Gerichte abgeschafft.

## Die einzelnen Hohen Gerichte
1. Bergerwilen
2. Bonau
3. Burg (mit Dettighofen TG, bis 1707[1])
4. Dünnershaus und Herrenhof (nur einige Höfe[2])
5. Emmishofen (bis um 1700[3])
6. Engelswilen
7. Erlen (Teil[4]) und Riedt
8. Fischbach
9. Friltschen, Lanterswil und Unteroppikon (grosser Teil[5])
10. Lanzendorn
11. Harenwilen, Lustdorf (einige Höfe[6])
12. Hugelshofen, Lippoldswilen, Ottoberg und Boltshausen
13. Klarsreuti, Mattwil (zwei Drittel[7])
14. Kressibuch
15. Langenhart
16. Mauren (vier Höfe[8])
17. Neugüttingen
18. Metzgersbuhwil (Teil[9][10])
19. Ober-Andwil, Eckartshausen, Heimenhofen und Lenzenhaus
20. Oberaach (kleiner Teil[9])
21. Obermühle
22. Opfershofen mit einem Teil von Krummbach[11]
23. Salen (und einige Höfe in Reutenen[12])
24. Sonterswil und Wäldi
25. Tuttwilerberg
26. Uerschhausen
27. Zuben (zwei Höfe[13])